# Galactic
Galactic est un groupe de funk et de jazz américain créé en 1994 à La Nouvelle-Orléans.

## Discographie
- Coolin' Off – Fog City Records (1996)
- Crazyhorse Mongoose – Capricorn (1998)
- Late for the Future – Polygram (2000)
- We Love 'Em Tonight: Live at Tipitina's – Volcano Records (2001)
- Vintage Reserve – Volcano Records (2003)
- Ruckus – Sanctuary Records (2003)
- From the Corner to the Block (2007)
- Ya-Ka-May – Anti (2010)[2]
- The Other Side Of Midnight: Live In New Orleans – Anti (2011)
- Carnivale Electricos - Anti (2012)